# Kapuzinerkloster Riedlingen
Das ehemalige Kapuzinerkloster von Riedlingen wird heute als städtische Bücherei und Stadtarchiv genutzt. Die Klosterkirche St. Sebastian gilt als eine der frühesten Barockkirchen Oberschwabens.

## Geschichte
Das Kloster wurde zwischen 1645 und 1655 errichtet. Im Oktober 1655 zogen die erste Kapuzinerpatres ein. Sie übernahmen vorwiegend seelsorgerische Aufgaben in Riedlingen und Umgebung. Die wirtschaftliche Grundlage des Klosters bildeten Spenden und eine Hostienbäckerei für die umliegenden Gemeinden und Klöster.
Das Kloster überstand zwar die ‘‘Klosterreformen‘‘ Kaiser Josephs II., durfte aber keine Novizen mehr aufnehmen. Das endgültige Aus kam aber nach der Herrschaftsübernahme durch Württemberg 1806. Zunächst diente es noch einige Jahre als Sammelkloster für die Patres anderer aufgelöster Kapuzinerklöster. 1812 wurde das Gebäude an die Stadt verkauft, die den Patres den weiteren Verbleib im Kloster gestatteten. 1832 starb der letzte Bewohner.
Im Südflügel des Klosters befanden sich 25 Mönchszellen von 2 × 2,30 Meter Größe. Eine dieser Räume wurde original erhalten. Im Übrigen wurden die Auskleidungen des Fachwerks entfernt und dort die städtische Bücherei eingerichtet. Hier befindet sich auch ein Gedenkraum für den Schriftsteller Werner Dürrson (1932–2008).

## Klosterkirche St. Sebastian

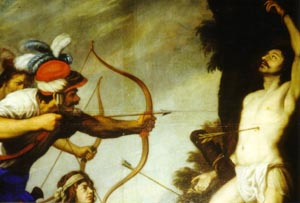
Hochaltar von Johann de Pay Martyrium des hl. Sebastian

Die Kapuzinerkirche wurde zwischen 1654 und 1658 erbaut und am 30. April 1656 durch den Abt des Klosters Zwiefalten und den Weihbischof von Konstanz geweiht. Dem Ideal einer Bettelordenskirche entsprechend handelt es sich um einen schlichten flachgedeckten rechteckigen Saalbau mit eingezogenem gerade geschlossenem Chor. Im 18. Jahrhundert wurde die St. Fideliskapelle mit Gruft angebaut, die von außen wie ein Querschiff wirkt.
Innen wurde auf jeden Stuck oder Wandmalereien verzichtet. Die Altäre, die Kanzel und die Bänke sind ungefasst. Dennoch enthält die Kirche einige herausragende Kunstwerke. Das Altarbild des Hochaltars wird durch 2 Säulenpaare gerahmt und zeigt das Martyrium des heiligen Sebastian. Es stammt vom kurbayerischen Hofmaler Johann de Pay und gilt als sein letztes vollendetes Werk von 1660. Das Giebelgemälde darüber schildert den Kreuzesfund durch die heilige Helena.
Der linke Seitenaltar ist Franz von Assisi geweiht. Dort steht in der Predellazone eine Pietà-Skulptur, die 1765 von Johann Joseph Christian (1706–1777) geschaffen wurde. Der rechte Seitenaltar ist dem heiligen Joseph geweiht.
Das Altarbild des Altars in der Seitenkapelle zeigt den heiligen Fidelis und wurde 1733 durch Franz Joseph Spiegler (1691–1757) geschaffen. Auch die übrige Ausstattung stammt von Künstlern aus Riedlingen und Umgebung.